# Tepango de Rodríguez
Tepango de Rodríguez là một đô thị thuộc bang Puebla, México. Năm 2005, dân số của đô thị này là 4118 người.